# .aq
.aqは国別コードトップレベルドメイン (ccTLD)の一つ。南極大陸に割り当てられている。南極大陸における作業や、南極圏や南極海に関する広報を行う団体に予約されている。ニュージーランドのPeter Mottによって管理されている。レジストリのサイトはなく、登録は定められた書式のメールを送ることでなされる。